# Camponotus vestitus

## Descrição
Camponotus vestitus é uma espécie de inseto do gênero Camponotus, pertencente à família Formicidae. O ácido fórmico da formiga é usado pelo besouro Anthia thoracica como protocolo de defesa contra predadores. 